# Slurfknoopwesp
De slurfknoopwesp (Cerceris ruficornis) is een vliesvleugelig insect uit de familie van de graafwespen (Crabronidae). De wetenschappelijke naam van de soort is voor het eerst geldig gepubliceerd in 1793 door Fabricius.